# 奥古斯塔斯·沃拉斯顿·弗兰克斯
奥古斯塔斯·沃拉斯顿·弗兰克斯爵士（1826年3月20日—1897年5月21日）是一位英国古玩收藏家和大英博物馆的博物馆馆员，1892至1897年间担任伦敦文物学会会长。